# Claude-Lamoral Ier de Ligne
Ne doit pas être confondu avec Lamoral Ier de Ligne.
Claude-Lamoral Ier, né à Belœil le 8 octobre ou le 8 novembre 1618 et mort à Madrid le 21 décembre 1679, 3e prince de Ligne et du Saint-Empire, prince d'Amblise et d'Épinoy, grand d'Espagne, marquis de Roubaix, comte de Fauquemberghe et de Nichin, vicomte de Leyden, baron de Werchin, de Belœil, d'Antoing, de Cisoing, de Villiers, de Jeumont, souverain de Fagneules, seigneur de Baudour, de Ponthoir, de Montrœul, d'Hauterange, de Pommereul, d'Ollignies, premier seigneur de Flandres, pair, sénéchal et maréchal de Hainaut fut un diplomate du XVIIe siècle.

## Biographie

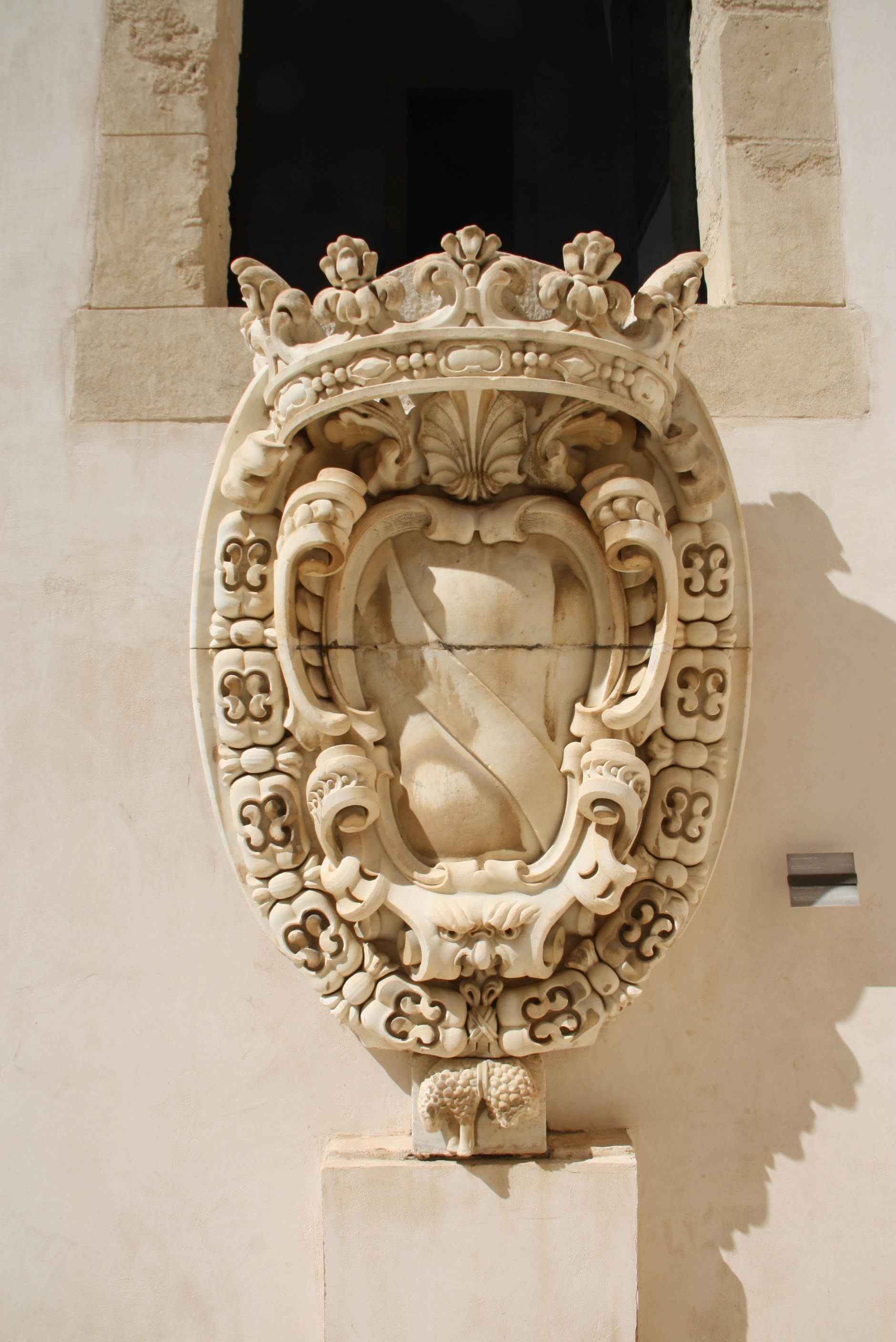
Armes du viceroy de Sicile Claude Lamoral de Ligne à Siracuse.

Claude-Lamoral Ier était né au mois de novembre 1618. Il avait la taille élevée, le visage agréable quoique marqué de la petite vérole, l'air martial et le port majestueux ; il joignait à la vivacité de l'esprit un jugement sain, un extrême honnêteté, beaucoup de sang-froid et de courage, une fermeté inébranlable ; il était d'ailleurs d'un abord facile, populaire, généreux, ami des gens de cœur et de mérite.
Il commença ses premières armes en 1635, étant encore cadet de sa maison, sous le comte de Nassau, son oncle, général de la cavalerie du roi Philippe IV aux Pays-Bas. À la tète d'un régiment d'infanterie wallonne, il se distingua dans la longue et vigoureuse défense d'Arras, assiégé par Louis XIII en 1640, et s'acquit dès lors une grande réputation militaire ; il servit comme maître de camp au siège d'Aire et de La Bassée, se signala à la bataille de Honnecourt, où les Espagnols remportèrent sur l'armée française une victoire complète en 1642, et fit encore avec distinction les campagnes suivantes. Le roi Philippe IV reçut de si bons témoignages de sa valeur qu'en 1647, il lui confia la charge de général de sa cavalerie en Flandre.
On retrouve le prince de Ligne aux sièges d'Armentières, de Comines et de Landrecies, à la prise de Courtrai et à la bataille de Lens, en 1648, où il est fait prisonnier. Ayant payé sa rançon de ses propres deniers, il revint en Flandre et, à la tête de la cavalerie, prit part à la prise de Gravelines, en 1652 ; commanda en chef au siège de Dunkerque (1652) et réduisit cette ville à l'obéissance du roi d'Espagne. Rocroy, en 1653, Arras, l'année suivante, Valenciennes, en 1656, et enfin Dunkerque furent témoins des exploits qui mirent le comble à sa réputation d'homme de guerre.
En 1660, il est chargé de présenter à Charles II d'Angleterre les félicitations du roi d'Espagne. Appréciant le faste, il emmène avec lui quinze camarades gentilshommes, douze domestiques, deux aumôniers, trois secrétaires, un médecin, un contrôleur, cinq valets de chambre, un joueur de luth, douze pages, quatre trompettes, vingt-quatre laquais, huit cochers, vingt palefreniers, vingt officiers de la maison, quatorze carrosses et cent vingt-quatre chevaux…
Le 17 août 1660, tout ce petit monde embarque sur deux navires à Ostende. Le lendemain, l'ambassadeur est salué au nom du roi à l'embouchure de la Tamise. Il débarque au bruit de l'artillerie à la Tour de Londres. Un tableau peint par François Duchatel commémore cette arrivée dans le Salon des Ambassadeurs du château de Belœil. Le prince Claude-Lamoral Ier est reçu plusieurs fois en audiences publiques et privées par le roi d'Angleterre. Après un séjour d'un mois, il prend le chemin du retour.

Créé vice-roi de Sicile en 1669 (il préside à ce titre l'ouverture du Parlement de Palerme), puis gouverneur du Milanais (1674-1678) et conseiller d'État du roi à Madrid, le prince de Ligne mourut dans la même ville, le 21 décembre 1679. Son corps fut porté à l'église de Belœil, où il fut enterré. Il avait épousé Claire-Marie de Nassau-Siegen, veuve d'Albert-Henri de Ligne, son frère aîné. À la demande de cette princesse, le baron de Vuoerden fit au défunt cette épitaphe : 

« Ad summi viri tumulum, ceu ad virtutis aram mirubundus, quisquis legis, accedito hic situs est Claudius Lamoralius, princeps de Ligne et d'Amblize, bellator strenuns, prorex inclytus, administer providus, cujus natales, dotes, munia, ediscito.
In natalium insignibus hœc memorantor; virtus, genm, decus, Lignite gentis a septemsœculis domi, fons celeberrimum magnalis Hispaniœ a majoribus transdita dignitas, consanguinitas omnium penè Europœ regum et principum vel per Ludovicam principem Lotharingam matrem ducum Lotharingiœ, regum Solymœ directum sanguinem, vel per aviam Mariam Meleuniam Fuxiorum, Albreliorum, regum Navarrœ notam sobolem vel per abavias Laliniam, Wassenariam, Luxembergam, Croyam alla in fastis, bellis, aulis nomina.
Addenda olim superstes herois uxor, herois ipsa Clara Maria Nassavia magnanimitate, fœcunditale, comperegrinatione, ceu Germanici Agrippina amore in maritum incohimem; in sublatum pietale Artemisia.
In eximiis animi dotibus recensentor mirifica in, res magnas arduas que propensio vis ingenii, vis judicii, naturœ et usus munera, vita honos, cemitas consuetudo, ratio lex, beneficentia voluptas, bellum palœslra, pericnla Indus, hostes sœpe manubiœ, obsidia palmœ, prœlia plerumque triumphi.
In muniis et operœ navatœ prœmiis numerantor, aurei velleris torques, aurea regii cubiculi clavis, suprema equitalus in Belgio prœfectura, prorogatum bino sexennio popularum enixo rogatu in Sicilia et Longobardiaproregis imperium, plures obitœ, legationes, primai in consiliis partes, Philippi IV, Caroli II, Hispaniarum et Indiarum regum, summa benevolentia, summa fiducia.
Decessit Madrid sub oculis munificentissimiprincipis, annos natuslxi decimokal. decemb. mdclxxix adpreciamini et plaudite superstites. »

La mémoire de la vice-royauté du prince de Ligne a été conservée par une médaille, où est d'un côté le buste de ce prince, orné du collier de l'ordre de la Toison d'or et entouré de cette légende : « Claudius princeps a Ligne et S. R. I. Siciliœ prorex », et de l'autre un vaisseau de guerre portant à la poupe et sur le pavillon les armes de Ligne, d'or à la bande de gueules. La même bande partage aussi la médaille en deux parties égales. Sur le tour on trouve ces mots pour âme : « Quo rescumque codant semper linearecta. » Une médaille semblable, mais avec cette variante : « Mediol(ani) gub(emator) », rappelle son gouvernement de Milan.

## Vie familiale

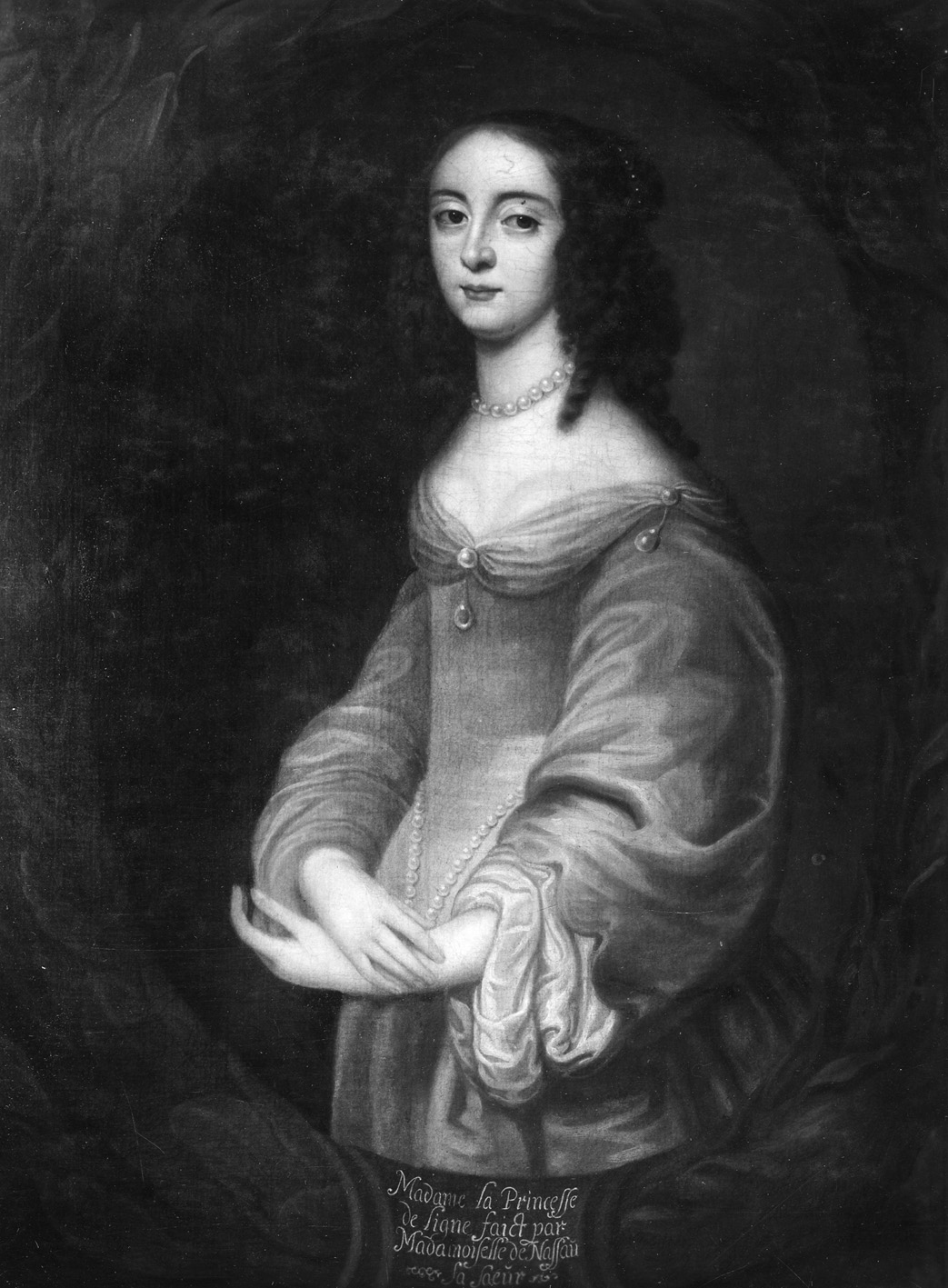
Claire-Marie de Nassau-Siegen (1621-1695)

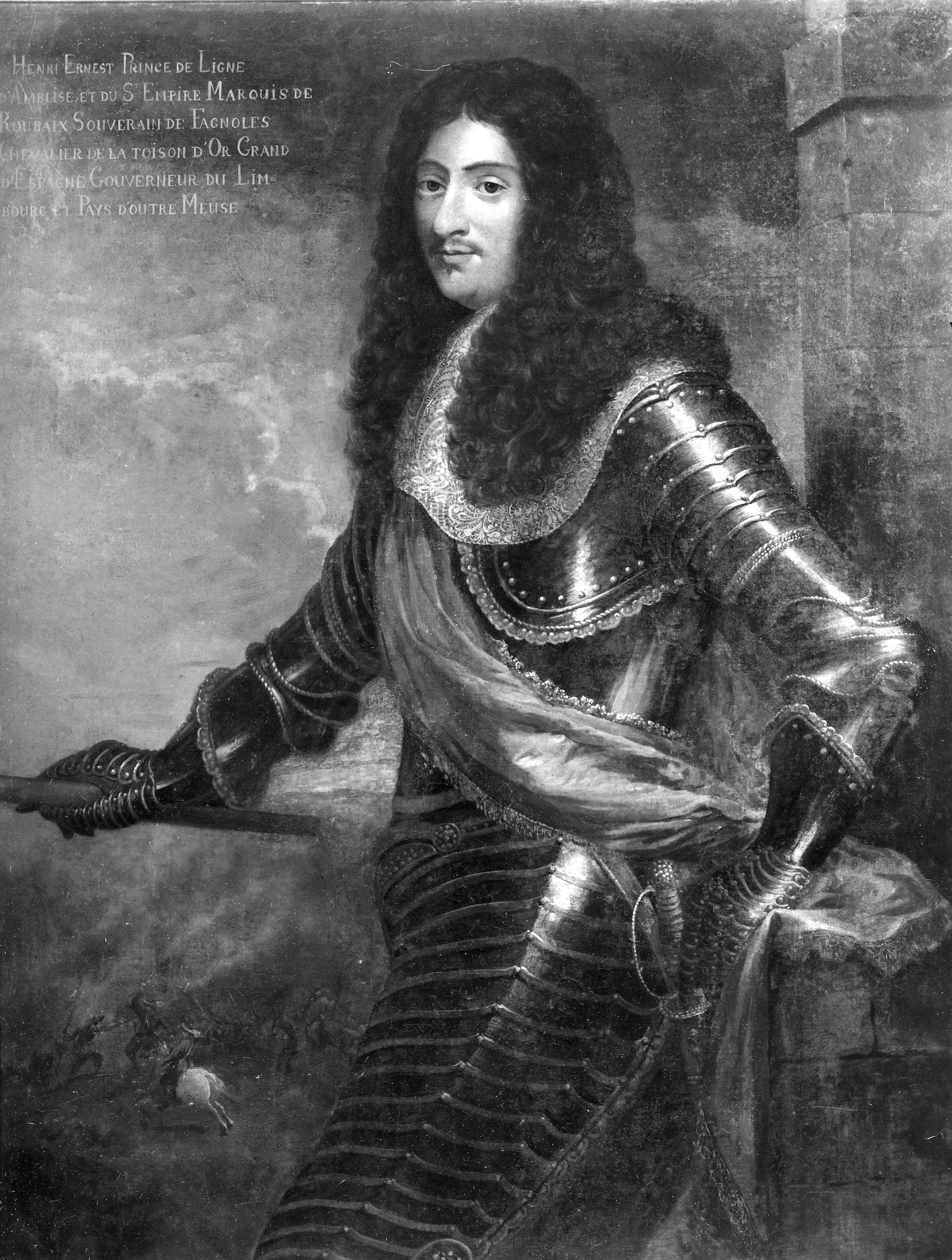
Henri Louis Ernest de Ligne.

Fils de Florent (13 août 1588 † 17 avril 1622), 2e prince de Ligne et du Saint-Empire, comte de Fauquemberghe, marquis de Roubaix, baron d'Antoing, 1er prince d'Amblise, et de Louise (1594 † 1er décembre 1667 - Mons), fille de Henri de Lorraine (31 juillet 1570 - Nancy † 26 novembre 1600 - Vienne (Autriche)), comte de Chaligny, prince du Saint-Empire, Claude-Lamoral épousa sa cousine Claire-Marie de Nassau (7 octobre 1621 † 2 septembre 1695), veuve de son frère Albert-Henri de Ligne, fille de Jean VIII de Nassau-Siegen (1583 † 1638), comte de Nassau-Siegen et de Ernestine-Yolande de Ligne (1594 † 4 juin 1668), princesse de Ligne. Ensemble, ils eurent :
1. Henri Louis Ernest de Ligne.Henri Louis Ernest (4 février 1644 † 8 février 1702), 4e prince de Ligne et du Saint-Empire, 4e prince d'Amblise et d'Épinoy, grand d'Espagne, marquis de Roubaix, comte de Fauquemberghe et de Nichin, vicomte de Leyden, baron de Werchin, de Beloeil, d'Antoing, etc. , Premier seigneur de Flandres, pair, sénéchal et maréchal de Hainaut, gouverneur du duché de Limbourg, chevalier de la Toison d'or (1684, brevet no 532), marié le 12 janvier 1677 avec Juana Francisca Folch de Cardona (4 mai 1663 - Madrid † 18 janvier 1691), fille de Luis Ramón Folch de Cardona (1608 † 1670), 6e duc de Segorbe (es), dont :
  1. Marie Anne (14 janvier 1680 † 27 août 1720), mariée le 29 septembre 1694 avec Philippe Emmanuel (25 novembre 1661 † 17 octobre 1718), prince de Hornes, 5e comte de Solre-le-Château, dont postérité ;
  2. Antoine Joseph Ghislain (1682 † 1750), 5e prince de Ligne ;
  3. Claude Lamoral II (1685†1766), 6e prince de Ligne ;

Armes des marquis de Moÿ de la maison de Ligne : Écartelé : 1 et 4, de Lorraine ; 2 et 3, de Moÿ; sur-le-tout de Ligne.

2. Armes des marquis de Moÿ de la maison de Ligne : Écartelé : 1 et 4, de Lorraine ; 2 et 3, de Moÿ; sur-le-tout de Ligne.[3]Procope Hyacinthe, marquis de Moÿ (jusqu'en 1704[4]), brigadier des armées du Roi, capitaine lieutenant des gendarmes écossais, marié le 8 mars 1682 avec Anne Catherine de Broglie, dont :
  1. Claude Lamoral Hyacinthe Ferdinand (vers 1683 † 30 août 1755 - paroisse Saint-Nicolas du Chardonnet, Paris), marquis de Dormans et de Moüy, baron de Trélou, vicomte de Vincelle et de Solly, marié le 20 décembre 1729 au Breuil[5], avec Henriette Eugénie (17 avril 1710 † 1er juin 1788), fille de Marie Eugène de Béthisy (10 mai 1656 † 24 avril 1721 - Paris), marquis de Mézières, général de cavalerie, lieutenant général des armées du Roi (1710), gouverneur des ville et citadelle d'Amiens, grand bailli d'épée ;
  2. Claire Marie ( † 5 novembre 1731 - paroisse Saint-Sulpice, Paris, inhumée le 3 août 1732 au caveau seigneurial de la chapelle de La Vierge, Dormans), mariée le 22 mars 1722 avec Scipion Louis Joseph de La Garde (1702 † 27 février 1765), marquis de Chambonas, baron de Saint-Félix et des États de Languedoc, dont postérité ;
3. Claire Louise ( † 1684), mariée le 12 août 1666 avec Íñigo Vélez de Guevara (es), 10e comte de Oñate (es) ( † 1699), dont une fille, Melchiora de Guevara, 12e comtesse de Oñate, mariée, dont postérité ;
4. Charles Joseph Procope de Ligne (pt).Charles Joseph Procope de Ligne (pt) (20 août 1661 - Baudour † 23 avril 1713 - Padoue), 2e marquis de Arronches (pt) et 5e comte de Miranda do Corvo (pt) (avec sa femme), chevalier de l'Ordre du Christ (Portugal), marié, le 23 avril 1684 à Lisbonne, avec Mariana Luiza Francisca de Souza (25 avril 1672 - Porto † 30 décembre 1743 - Lisbonne), 2e marquise de Arronches (pt), 5e comtesse de Miranda do Corvo (pt), dont :

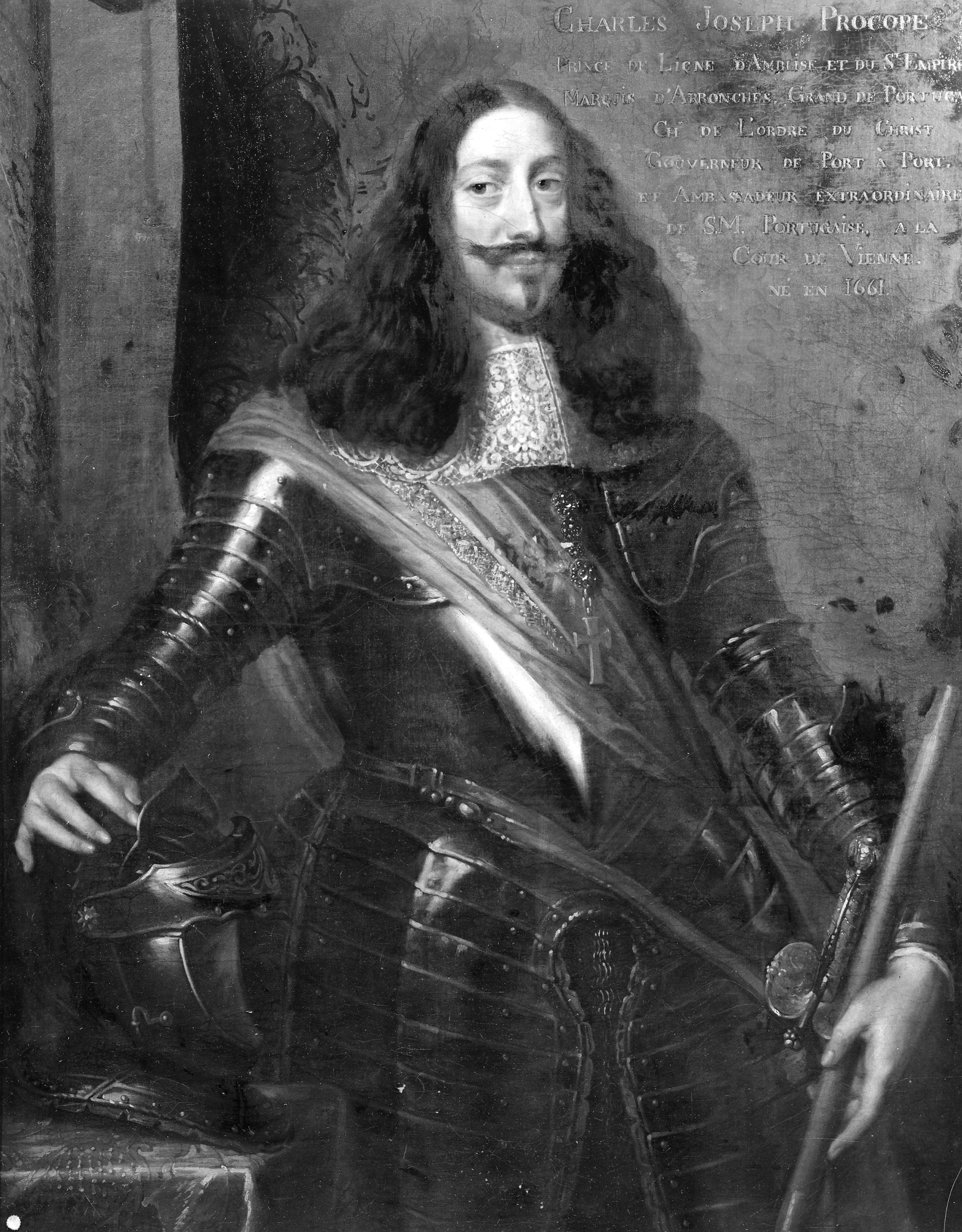
.

  1. Luísa Casimira de Sousa Nassau e Ligne (pt) (9 juin 1694 - Lisbonne † 16 mars 1729 - Lisbonne), 6e comtesse de Miranda do Corvo (pt), duchesse de Lafões (pt) (17 février 1718), mariée, le 30 janvier 1715 à Lisbonne, avec Dom Miguel de Bragance, duc de Lafões (pt) (15 octobre 1699 - Lisbonne † 13 janvier 1724 - Rio Tejo) , infant de Portugal (légitimé en 1704), dont postérité (maison portugaise des Ducs de Lafões).